# شركة أكسس ناو ضد شركة ساوثويست إيرلاينز
قضية شركة أكسس ناو ضد شركة ساوثويست إيرلاينز، كان قد نتج عنها قرار صادر عن المحكمة الجزئية للولايات المتحدة في 18 آب 2002. تناول القرار طبيعة العنوان الثالث من قانون الأمريكيين ذوي الإعاقة لعام 1990. قررت المحكمة أن موقع خطوط ساوث ويست الجوية على الإنترنت ليس "مكانًا للإيواء العام" كما هو معرّف في العنوان الثالث من قانون الأمريكيين ذوي الإعاقة لعام 1990.
قضت المحكمة بأن موقع خطوط ساوث ويست الجوية لم يكن مخالفًا لقانون الأمريكيين ذوي الإعاقة لعام 1990، لأن قانون الأميركيين ذوي الإعاقة يتعامل مع الوجود المادي، وبالتالي لا يمكنه تنظيم ما هو موجود في الفضاء الإلكتروني. كما أوضحت القاضية سايتز أن "شباك التذاكر الافتراضي" لموقع خطوط ساوث ويست الجوية هو بناء افتراضي، وبالتالي ليس "مكانًا عامًا للإيواء"، وأن "توسيع نطاق قانون الأمريكيين ذوي الإعاقة لعام 1990 ليشمل الفضاءات الافتراضية سيكون بمثابة خلق حقوق جديدة دون معايير محددة جيدًا".

## القرارات
كانت أكسس ناو ضد شركة ساوثويست إيرلاينز قضية صادرة عن المحكمة الجزئية للولايات المتحدة، والتي في 18 آب 2002 قضت بأن موقع ساوثويست إيرلاينز كو. على الإنترنت ليس "مكانًا للإيواء العام" كما هو معرّف في العنوان الثالث من قانون الأميركيين ذوي الإعاقة.
وتناولت القضية روبرت غمسون، وهو رجل أميركي كفيف يعيش في فلوريدا، الولايات المتحدة الأميركية. المدّعون؛ أكسس ناو، إنك. وروبرت غمسون، جادلوا بأن موقع ساوثويست إيرلاينز على الإنترنت انتهك قانون الأميركيين ذوي الإعاقة. لأن الموقع لم يكن متاحًا للمكفوفين مثل روبرت غمسون.
الموضوع الرئيسي الذي نظرته المحكمة الجزئية للولايات المتحدة كان ما إذا كان العنوان الثالث من قانون الأميركيين ذوي الإعاقة (الخدمات العامة) يفرض على شركات مثل ساوثويست إيرلاينز كو. تعديل مواقعها الإلكترونية لتكون متاحة بالكامل للأشخاص ضعاف البصر مثل السيد غمسون.
قررت المحكمة الجزئية في النهاية لصالح المدعى عليه وليس المدّعين. القاضية في هذه القضية، باتريشا سايتز، أوضحت أن المدّعي لا يمكنه تطبيق العنوان الثالث من قانون الأميركيين ذوي الإعاقة لأن النوع الثالث "يحكم فقط الوصول إلى أماكن عامة مادية وملموسة" وبالتالي لا يمكنه تنظيم ما يوجد في الفضاء الإلكتروني. كما أوضحت القاضية باتريشا سايتز أن "شباك التذاكر الافتراضي" الموجود على موقع ساوثويست إيرلاينز كو. هو بناء افتراضي، وبالتالي ليس "مكانًا عامًا للإيواء"، وأن "توسيع نطاق قانون الأميركيين ذوي الإعاقة ليشمل الفضاءات الافتراضية سيكون بمثابة خلق حقوق جديدة دون معايير محددة جيدًا".

### مكان الإيواء العام
السؤال الرئيسي في القضية كان مسألة مواقع الإنترنت بوصفها "مكانًا للإيواء العام" كما هو معرّف في قانون الأميركيين ذوي الإعاقة تم تعريف المكان بطريقة لا تتطلب فهمًا تفصيليًا للنظام الأساسي. يسعى قانون الأميركيين ذوي الإعاقة لضمان الوصول المتساوي إلى التعليم والخدمات والمرافق وما إلى ذلك لجميع الأشخاص سواء كانوا ذوي إعاقة أم لا. 
تم تعريف مكان الإيواء العام من خلال إنشاء مادي ضمن 12 فئة، وضمن هذه الفئات تم منح صفة مكان الإيواء العام للأعمال التجارية التي تؤثر عملياتها على السوق العالمية.
يُعد الإيواء العام، كما هو معرّف في قانون الأميركيين ذوي الإعاقة، هيكلًا ماديًا لا يشمل الفضاء الإلكتروني. جادل المدّعي بأن الموقع يقع ضمن فئة الترفيه، أو كمكان عرض عام أو كمؤسسة بيع. رفضت القاضية مثل هذه التعليقات باعتبار أن هذه المصطلحات ذاتية جدًا ويمكن الإجابة عنها بطرق متنوعة.
من أجل تحديد النظام الأساسي، يجب أن يكون "واضحًا". وقد تقرر أيضًا أن القسم الثالث لم يتضمن استخدام المواقع الإلكترونية. بخلاف هذه القضية، تمكنت قضية محكمة الدائرة الحادية عشرة من تحديد نية الكونغرس. يتطلب إنشاء حقوق وقوانين جديدة من الكونغرس وضع معايير تنطبق على تلك الحقوق.
وبالمثل، رفض الكونغرس أيضًا توسيع نطاق القانون ليشمل الفضاءات الافتراضية وليس فقط الفضاء المادي. رفض الكونغرس دمج الجوانب المختلفة لكل نوع من الإيواء لأنها عديدة.
شرحت المحكمة قراءتها المحدودة للإيه. دي. إيه بالإشارة إلى قضية محكمة الدائرة الحادية عشرة في رندون، حيث أكدت المحكمة أن عملية الاختيار عبر الهاتف لتحديد المشاركين في برنامج تلفزيوني، "هو وانتس تو بي أ مليونير؟"، كانت تمييزية ضد ذوي الإعاقة. وفي تلك القضية، كان هناك فقط "صلة بين الخدمة محل النزاع ومباني مكان الإيواء العام".
وجدت المحكمة أن موقع ساوثويست ليس مكانًا عامًا ماديًا أو ينطبق على فضاء ملموس، وبالتالي لم يتمكن المدّعون من إثبات "مكان ملموس ومحدد".
استنتجت المحكمة أن الإنترنت هو "وسيط فريد" له "صلة بين الخدمة محل النزاع وأماكن الإيواء المادية". بالنسبة للموقع الجغرافي، استندت المحكمة الجزئية إلى قرار المحكمة العليا في رينو ضد إيه. سي. إل. يو، حيث لم يكن للوسيط موقع جغرافي محدد وهو متاح للجميع في جميع أنحاء العالم. وبالتالي، فإن موقع شركة الطيران ليس قائمًا على موقع جغرافي، وبالتالي لا توجد صلة مع أماكن الإيواء العامة. لذلك، يمكن ملاحظة أنه في غياب مكان مادي، لم يكن هناك إيواء عام أو صلة.

## روابط خارجية
- Text of Access Now, Inc. v. Southwest Airlines Co., 227 F. Supp. 2d 1312 (S.D. Fla. 2002) is available from: CourtListener Google Scholar Justia
- "ADA's "public accommodation" requirement does not extend to Web sites.(Americans with Disabilities Act)(Access Now, Inc. v. Southwest Airlines, Co.)". The Computer & Internet Lawyer. 1 يناير 2003. مؤرشف من الأصل في 2012-10-23.

قالب:Southwest Airlines